# Nyctinomops femorosaccus
Nyctinomops femorosaccus là một loài động vật có vú trong họ Dơi thò đuôi, bộ Dơi. Loài này được Merriam mô tả năm 1889.